# Domìzio Brocardo
Domìzio Brocardo, oppure Broccardo (Padova, 1390 – Padova, 1450), è stato un poeta italiano.

## Biografia
Le notizie riguardanti la biografia del poeta Domìzio Brocardo sono scarse e incerte.
Questo rimatore del Quattrocento fu scoperto solamente nel 1860, grazie al ritrovamento di un Canzoniere voluminoso di stile petrarchesco.
Brocardo nacque intorno al 1390 e morì nel 1450, dopo aver trascorso una vita piuttosto tranquilla e agiata.
Secondo le annotazioni di alcuni documenti, nacque a Padova e fu dottore in legge.
La lingua con cui espresse le sue poesie  testimoniò in modo attendibile un livello di purezza ed evoluzione, fatto degno di meraviglia se si pensa alla situazione linguistica italiana nelle regioni periferiche.
Due redazioni del Canzoniere, posteriori l'una al 1429, l'altra al 1445, attestano che Brocardo attese con cura alla raccolta sistematica delle sue rime sia d'amore sia cortigiane, ossia di corrispondenza con alcuni mecenati del tempo.
L'imitazione petrarchesca rappresenta la caratteristica preminente del Canzoniere, anche nella struttura generale: immagini, versi, parafrasi di interi componimenti del petrarca costituiscono la base della poesia di Brocardo.
Tuttavia ci sono indicazioni di una più ampia formazione culturale di Brocardo, come ad esempio la sua conoscenza di Dante e delle sue Rime petrose, e questo rappresenta un fatto originale perché le conoscenze del dolce stil novo fuori dalla Toscana sono molto rare.
Una grande peculiarità si rintraccia nei versi composti per la morte dei suoi cari, soprattutto della figlia Gigliola, che costituiscono il primo esempio di una lirica ispirata ad affetti familiari e nelle quali il patrimonio figurativo petrarchesco è interpretato con nuova e più spontanea sensibilità.

## Opere
- Canzoniere (dopo 1429);
- Canzoniere (dopo 1445).